# Tournoi Acropolis
Le Tournoi international Acropolis de basket-ball (également connu sous le nom Tournoi de l'Acropolis d'Athènes et de la Coupe Acropolis) (en grec moderne : Τουρνουά Ακρόπολις) est un tournoi international de basket-ball disputé par les équipes nationales, se tenant chaque année depuis 1986 à Athènes en été. Le tournoi est nommé ainsi en l'honneur de la célèbre acropole d'Athènes. La compétition se dispute selon les règles de la FIBA.
Le tournoi est organisé par la Fédération de Grèce de basket-ball et est sponsorisé par Eurobank. Il est considéré comme le tournoi le plus prestigieux qui ne soit pas organisé par la FIBA pour les équipes nationales.

## Historique
L'équipe hôte du tournoi, la Grèce, a remporté le tournoi à 14 reprises. En 1991, la Fédération grecque de basket-ball et la FIBA Europe se sont associées pour organiser une édition spéciale, le tournoi FIBA du centenaire célébrant le centième anniversaire de ce sport. Le tournoi du centenaire n'est pas comptabilisé parmi les autres tournois Acropolis car il n'a pas été organisé que par la fédération grecque de basket-ball. Il y a eu 23 tournois Acropolis organisés par la fédération grecque de basket-ball, plus l'édition officieuse de 1991 du tournoi FIBA du centenaire.

## Palmarès
| Année | Salle          | Médaille d'or | Médaille d'argent    | Médaille de bronze | 4e place           | 5e place  | MVP                    |
| ----- | -------------- | ------------- | -------------------- | ------------------ | ------------------ | --------- | ---------------------- |
| 1986  | SEF            | Yougoslavie   | Italie               | Grèce              | Pays-Bas           | -         |                        |
| 1987  | SEF            | Yougoslavie   | Grèce                | Tchécoslovaquie    | Canada             | -         |                        |
| 1988  | SEF            | Yougoslavie   | Grèce                | Italie             | Duke Blue Devils   | -         |                        |
| 1989  | SEF            | Grèce         | Italie               | ACC All Stars      | Pays-Bas           | -         |                        |
| 1990  | Glyfada        | Argentine     | Grèce                | Tchécoslovaquie    | Chine              | -         |                        |
| 1992  | SEF            | Grèce         | Lituanie             | Italie             | France             | -         |                        |
| 1993  | SEF            | Grèce         | Bulgarie             | Russie             | NCAA All Stars     | -         |                        |
| 1994  | SEF            | Serbie        | Russie               | Grèce              | Italie             | Argentine |                        |
| 1995  | OAKA           | Yougoslavie   | Grèce                | NCAA All Stars     | Slovénie           | -         |                        |
| 1996  | OAKA           | Grèce         | NIT All Stars        | Italie             | Allemagne          | -         | Fánis Christodoúlou    |
| 1997  | SEF            | Italie        | Grèce                | France             | Allemagne          | -         | Carlton Myers          |
| 1998  | OAKA           | Grèce         | NCAA All Stars       | Pologne            | Japon              | -         | Efthýmios Rentziás     |
| 1999  | SEF            | Grèce         | Italie               | Australie          | Russie             | -         | Giorgos Sigalas        |
| 2000  | OAKA           | Grèce         | Russie               | Brésil             | Hongrie            | -         | Fragiskos Alvertis     |
| 2001  | OAKA           | Italie        | Grèce                | Yougoslavie        | Lituanie           | -         | Gregor Fucka           |
| 2002  | OAKA           | Grèce         | Lituanie             | Italie             | Croatie            | -         | Antonios Fotsis        |
| 2003  | Glyfada        | Grèce         | Slovénie             | Pologne            | Israël             | -         | Nikos Hatzivrettas     |
| 2004  | Glyfada        | Lituanie      | Grèce                | Italie             | Brésil             | -         | Nikos Hatzivrettas     |
| 2005  | OAKA           | Grèce         | Serbie-et-Monténégro | Italie             | Allemagne          | -         | Dimítris Diamantídis   |
| 2006  | OAKA           | Grèce         | France               | Croatie            | Italie             | -         | Dimítris Diamantídis   |
| 2007  | OAKA           | Grèce         | Lituanie             | Slovénie           | Italie             | -         | Vasilios Spanoulis     |
| 2008  | OAKA           | Grèce         | Brésil               | Croatie            | Australie          | -         | Antonios Fotsis        |
| 2009  | OAKA           | Grèce         | Serbie               | Lituanie           | Russie             | -         | Vasilios Spanoulis     |
| 2010  | OAKA           | Grèce         | Slovénie             | Serbie             | Canada             | -         | Sofoklis Schortsanitis |
| 2011  | OAKA           | Italie        | Grèce                | Bulgarie           | BYU Cougars        | -         | Antonis Fotsis         |
| 2012  | Pas de tournoi |               |                      |                    |                    |           |                        |
| 2013  | OAKA           | Grèce         | Lituanie             | Italie             | Bosnie-Herzégovine | -         |                        |
| 2015  | OAKA           | Grèce         | Turquie              | Lituanie           | Pays-Bas           | -         |                        |
| 2017  | OAKA           | Géorgie       | Serbie               | Grèce              | Italie             | -         |                        |
| 2019  | OAKA           | Serbie        | Grèce                | Turquie            | Italie             | -         |                        |
| 2021  | OAKA           | Serbie        | Grèce                | Porto Rico         | Mexique            | -         |                        |
| 2022  | OAKA           | Grèce         | Pologne              | Turquie            | Géorgie            | -         |                        |

## Résultats par pays
| Rang | Pays               | Médaille d'or | Médaille d'argent | Médaille de bronze | 4e place | 5e place | Participations |
| ---- | ------------------ | ------------- | ----------------- | ------------------ | -------- | -------- | -------------- |
| 1    | Grèce              | 16            | 8                 | 2                  | 0        | 0        | 26             |
| 2    | Yougoslavie        | 4             | 0                 | 1                  | 0        | 0        | 5              |
| 3    | Italie             | 3             | 3                 | 6                  | 4        | 0        | 16             |
| 4    | Lituanie           | 1             | 4                 | 1                  | 1        | 0        | 7              |
| 5    | Serbie             | 1             | 2                 | 1                  | 0        | 0        | 4              |
| 6    | Argentine          | 1             | 0                 | 0                  | 0        | 1        | 2              |
| 7    | États-Unis         | 0             | 2                 | 2                  | 3        | 0        | 7              |
| 8    | Russie             | 0             | 2                 | 1                  | 2        | 0        | 5              |
| 9    | Slovénie           | 0             | 2                 | 1                  | 1        | 0        | 4              |
| 10   | Brésil             | 0             | 1                 | 1                  | 1        | 0        | 3              |
|      | France             | 0             | 1                 | 1                  | 1        | 0        | 3              |
| 12   | Bulgarie           | 0             | 1                 | 1                  | 0        | 0        | 2              |
| 13   | Croatie            | 0             | 0                 | 2                  | 1        | 0        | 3              |
| 14   | Tchécoslovaquie    | 0             | 0                 | 2                  | 0        | 0        | 2              |
|      | Australie          | 0             | 0                 | 2                  | 0        | 0        | 2              |
|      | Pologne            | 0             | 0                 | 2                  | 0        | 0        | 2              |
| 17   | Allemagne          | 0             | 0                 | 0                  | 3        | 0        | 3              |
| 18   | Pays-Bas           | 0             | 0                 | 0                  | 2        | 0        | 2              |
|      | Canada             | 0             | 0                 | 0                  | 2        | 0        | 2              |
| 20   | Chine              | 0             | 0                 | 0                  | 1        | 0        | 1              |
|      | Israël             | 0             | 0                 | 0                  | 1        | 0        | 1              |
|      | Japon              | 0             | 0                 | 0                  | 1        | 0        | 1              |
|      | Hongrie            | 0             | 0                 | 0                  | 1        | 0        | 1              |
|      | Bosnie-Herzégovine | 0             | 0                 | 0                  | 1        | 0        | 1              |

## Tournoi FIBA du centenaire
Le tournoi FIBA du centenaire s'est tenu en 1991. C'est une édition spéciale du tournoi qui fut organisée conjointement par la FIBA Europe et la Fédération de Grèce de basket-ball pour célébrer le 100e anniversaire du basket-ball. Elle n'est pas comptabilisée parmi les 23 éditions du tournoi Acropolis car elle ne fut pas organisée uniquement par la fédération grecque.
| Année | Salle | Médaille d'or | Médaille d'argent | Médaille de bronze | 4e place | MVP |
| ----- | ----- | ------------- | ----------------- | ------------------ | -------- | --- |
| 1991  | SEF   | Italie        |                   |                    |          |     |

## Sponsors
- Eurobank